# Acalypha verbenacea
Acalypha verbenacea é uma espécie de flor do gênero Acalypha, pertencente à família Euphorbiaceae.